# Šentlipš, Mostič
Šentlipš pri Rajneku (nemško St. Filippen) je naselje v občini Mostič v okraju Šentvid ob Glini na Koroškem v Avstriji.